# Bougainvillea spectabilis
Bougainvillea spectabilis ist eine Pflanzenart aus der Gattung Bougainvillea innerhalb der Familie der Wunderblumengewächse (Nyctaginaceae). Sie ist heimisch in Brasilien, ihre Sorten werden heute weltweit in allen Regionen mit tropischem und subtropischem Klima als Zierpflanze kultiviert.

## Beschreibung

### Vegetative Merkmale
Es handelt sich um einen spreizklimmenden, reich verzweigten, bedornten Strauch, der 12 Meter Wuchshöhe erreichen kann. Die verholzende Sprossachse ist gestreift, dicht behaart und trägt zahlreiche gebogene Dornen von 0,2 bis 0,8 Zentimeter Länge. Diese dienen den Pflanzen als Kletterhilfe.
Die wechselständig angeordneten Laubblätter sind gestielt. Die einfache Blattspreite ist vielgestaltig von oval über elliptisch bis lanzettlich, bei der Wildform meist elliptisch mit 1 bis 1,5 Zentimeter Breite und 5 bis 9,5 Zentimeter Länge, es treten aber, besonders bei Kultivaren, erheblich größere Blätter auf. Der Blattgrund ist stumpf bis keilförmig, die Spitze abgerundet bis zugespitzt, der Blattrand ganzrandig. Sie sind sowohl auf der Blattoberseite wie auf der -unterseite behaart mit dichterer Behaarung entlang der Blattadern.

### Generative Merkmale
Wie typisch für die Gattung Bougainvillea, sitzen die Blüten in dreiteiligen Blütenständen, die aus drei Blüten auf den drei Hochblättern bestehen, diese sind end- oder seitenständig. Die sehr auffallenden Hochblätter sind entweder rot oder rotviolett gefärbt. Die unauffälligeren, weißlich-gelben, zwittrigen Blüten besitzen eine verwachsene, fünfzipfelige, schmal-zylindrisch röhrenförmige Blütenhülle von 18 bis 30 Millimeter Länge. Es sind sieben bis acht Staubblätter und ein oberständiger, gestielter Fruchtknoten vorhanden. Die Blütezeit liegt im Anschluss an eine Trockenzeit, sie kommt in dauernd humiden Regionen deshalb kaum zur Blüte. Das Anthocarp (Scheinfrucht, Frucht in beständiger Blütenhülle und Hochblatt) ist länglich elliptisch, etwa 5 Millimeter breit und 11 bis 14 Millimeter lang und graugrün gefärbt, auch es ist dicht und lang behaart. In vielen Regionen werden, besonders bei Kultivaren, keine Fruchtstände beobachtet; die gärtnerische Vermehrung erfolgt in der Regel vegetativ.

### Chromosomenzahl
Die Chromosomenzahl beträgt 2n = 34 oder 48.

## Unterschiede mit ähnlichen Arten und Hybriden
Von Bougainvillea glabra und Bougainvillea peruviana, den beiden anderen häufig kultivierten Arten der Gattung, kann die Art an der viel dichteren Behaarung, vor allem der Blätter, unterschieden werden, von Bougainvillea peruviana darüber hinaus an dessen grüner Rinde und den geraden, nicht gebogenen Stacheln.
Bougainvillea spectabilis hybridisiert mit anderen Bougainvillea-Arten; in vielen Regionen sind diese Hybriden verbreiteter als die reine Art. Weit verbreitet sind Bougainvillea ×spectoperuviana (Bougainvillea spectabilis × Bougainvillea peruviana), diese ist gewöhnlich nur sehr schwach behaart, und Bougainvillea ×spectoglabra (Bougainvillea spectabilis × Bougainvillea glabra) mit zahlreichen kleinen Blüten, meist mit weißen Hochblättern.

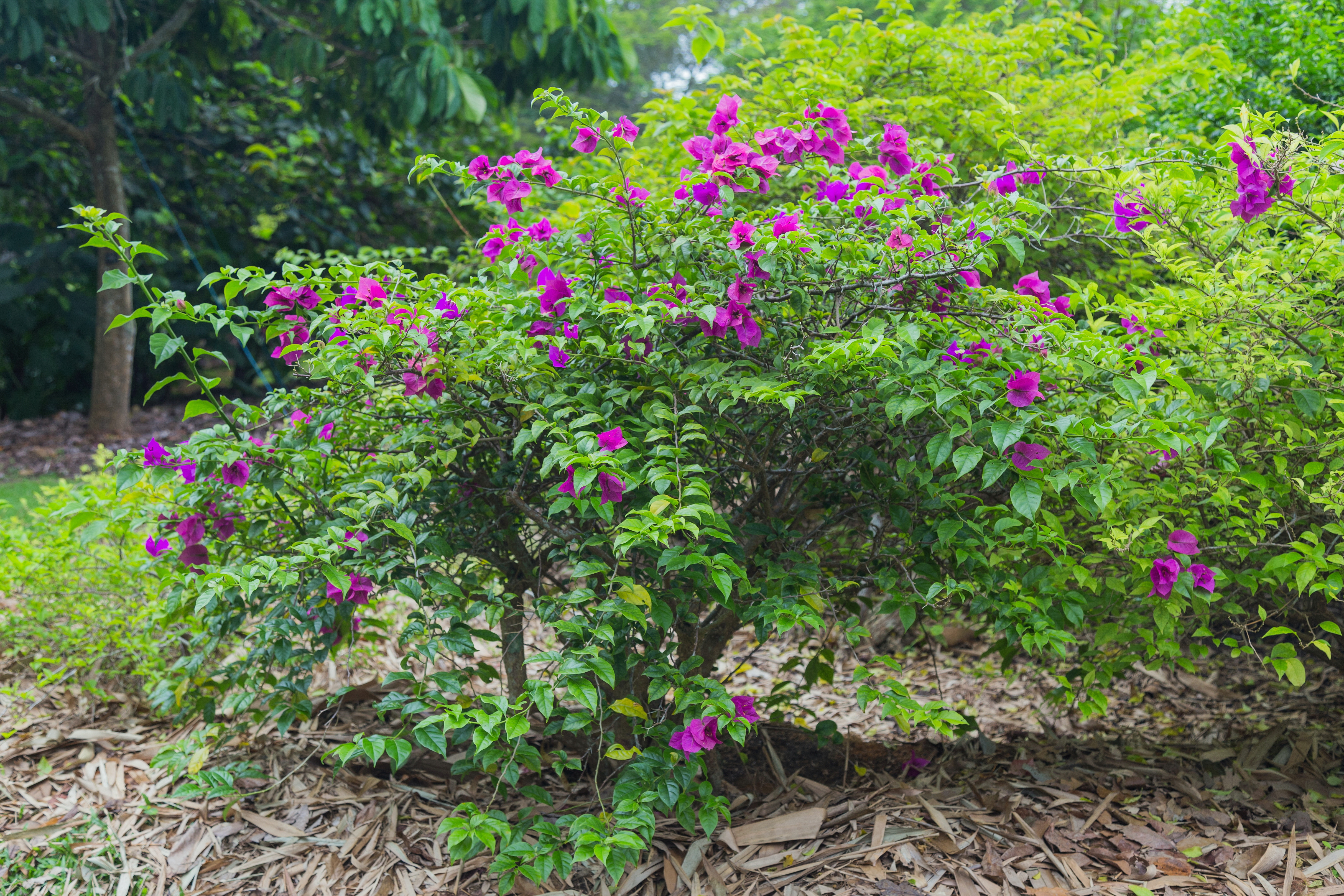
Bougainvillea spectabilis, Habitus

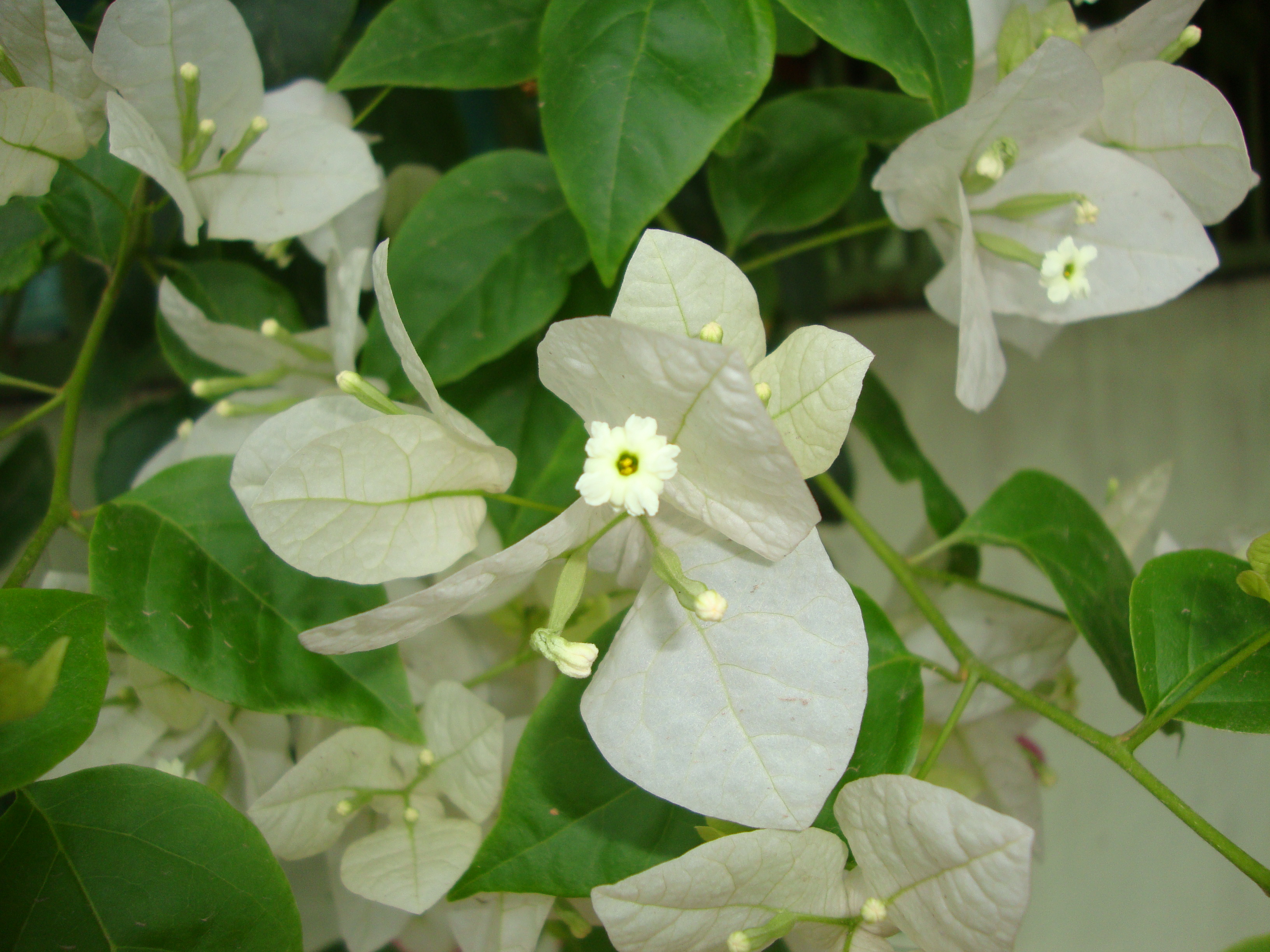
Bougainvillea spectabilis mit weißen Hochblättern

Bougainvillea spectabilis mit gelben Hochblättern

## Verbreitung
Das ursprüngliche Verbreitungsgebiet von Bougainvillea spectabilis in Brasilien reicht vom Mata Atlântica bis Amazonien, Nachweise liegen aus fast allen Landesteilen vor. In den anderen tropischen Ländern Südamerikas, so in Bolivien, kommt sie nur aus Kultur verwildert vor. In anderen tropischen Regionen, so in Ostasien ist sie ein Neophyt. Bougainvillea spectabilis wird in allen Ländern kultiviert, deren Klima warm genug dafür ist, ist aber als Zierpflanze insgesamt etwas weniger häufig als Bougainvillea glabra.

## Taxonomie
Die Erstveröffentlichung von Bougainvillea spectabilis erfolgte 1799 durch Carl Ludwig von Willdenow in Species Plantarum, 4. Auflage, 2, 1, S. 348. Synonyme für Bougainvillea spectabilis Willd. sind: Bougainvillea peruviana Nees & Mart., Bougainvillea speciosa Schnizl., Bougainvillea bracteata Pers., Bougainvillea brasiliensis Wied-Neuw. Es ist die Typusart der Gattung Bougainvillea Willd.

## Erforschungsgeschichte und Kultivierung
Die Art ist die erste Art der Gattung, die von europäischen Entdeckungsreisenden entdeckt und kultiviert worden ist. Der erste Beleg stammt von der ersten Weltumseglung unter französischer Flagge unter dem Kommando von Louis-Antoine de Bougainville, nach dem die Gattung benannt wurde. Im Jahr 1767 legte das zweite Schiff der Expedition, die Fleute Étoile in Rio de Janeiro an, sie musste wegen der unfreundlichen Reaktion der portugiesischen Hafenbehörden aber bereits nach zwei Tagen wieder ablegen. Bei diesem kurzen Stopp wurden die ersten Herbar-Belege der Art, vermutlich alle von dem die Expedition begleitenden Naturforscher Philibert Commerson, gesammelt. Die erste Illustration geht auf die noch bekanntere Weltumseglung von James Cook zurück, die ein Jahr später, 1768, in Rio eintraf. Cooks Schiffen verwehrten die Hafenbehörden die Einfahrt ganz, aber einigen der mitreisenden Forschern, darunter der berühmte Botaniker Joseph Banks und der in seinen Diensten mitreisende Illustrator Sydney C. Parkinson, gelang es, eine kurze heimliche Bootsfahrt zur Küste zu unternehmen. Von dabei gesammeltem Material fertigte Parkinson ein, erst viel später publiziertes, Aquarell an, die Pflanze benannte er Calyxis ternaria. Eine Beschreibung nach Commersons Material, inzwischen nach Paris gelangt, wurde 1789 als Bouginvillea im Werk "Genera Plantarum" von Antoine-Laurent de Jussieu publiziert, ohne ein Artepitheton zu vergeben. Der als Zoologe berühmte Jean-Baptiste de Lamarck fertigte dann einen Kupferstich von Bougainvillea speciosa an, den er 1793 in seinem Tableau encyclopédique et methodique botanique veröffentlichte. Die formale Erstbeschreibung erfolgte dann durch Carl Ludwig Willdenow (als Buginvillea spectabilis) in dem von ihm herausgegebenen zweiten Band der vierten Auflage von Linnés Species Plantarum, auf der Basis von Lamarcks Stich, ohne dass ihm zu diesem Zeitpunkt frisches oder Herbarmaterial vorgelegen hätte (er erhielt solche später durch Aimé Bonpland, den Reisegefährten Alexander von Humboldts).
Erste lebende Exemplare in Europa lassen sich auf das Jahr 1829 zurückführen, in dem die Pflanze sowohl im Park von Chatsworth House in England wie auch im Jardin des Plantes in Paris kultiviert wurde. Die attraktive Art wurde bald darauf fast weltweit als Zierpflanze eingeführt.

## Kultivierung
Bougainvillea spectabilis benötigt volle Besonnung (Lichtpflanze). Sie gedeiht am besten auf schwach sauren (pH 5,5 bis 6,0), gut dränierten Böden, sie ist gegenüber Salzbelastung sehr resistent.

## Pharmakologie
Verschiedene Inhaltsstoffe der Pflanze werden auf medizinische Verwendung getestet. Der Wirkstoff Pinitol (3-O-methyl-chiroinositol), aus der Pflanze extrahiert, zeigt insulin-analoge Wirkung, der alkoholische Pflanzenextrakt kann bei der Behandlung von Diabetes wirksam sein. Ein aus der Wurzel extrahiertes Protein zeigte Wirkung gegen Pflanzenviren.